# A&W
"A&W" é uma canção da artista musical estadunidense Lana Del Rey, lançada em 14 de fevereiro de 2023 como o segundo single de seu futuro álbum de estúdio Did You Know That There's a Tunnel Under Ocean Blvd (2023). A canção foi composta e produzida pela artista juntamente com Jack Antonoff. O título da canção faz referência à marca estadunidense de cerveja de mesmo nome, e serve também como acrônimo para "American Whore".

## Composição
A canção foi composta por Del Rey juntamente com Jack Antonoff. Descrita como uma balada folk, trap e pop, a canção é dividida em duas partes. A primeira metade é voltada para o folk, com destaque para a guitarra acústica. A segunda parte, apelidada de "Jimmy" pelos fãs e críticos, é voltada para o trip-hop/trap e, no qual a Rolling Stone observou que faz "recordar algumas de suas primeiras produções inspiradas no hip-hop". A segunda melodia assume uma batida mais experimental para Del Rey. A canção contém uma referência a Down Down Baby, uma canção de ninar que tem sido usada em várias outras canções e produções de mídia desde meados do século XX, incluindo a canção R&B "Shimmy, Shimmy, Ko-Ko-Bop" (1959) do grupo Little Anthony and the Imperials. A canção atraiu mais comparações com a "era Lizzy Grant" da carreira de Del Rey (que descreve canções inéditas, demos e primeiras gravações com um timbre jovem e feminino).

## Lançamento
A canção foi lançada no dia dos namorados nos EUA em 14 de fevereiro de 2023, como o segundo single do álbum. Em uma postagem no Instagram anunciando o título do álbum e a data de lançamento, Antonoff declarou que a canção é sua "favorita" das que já criou com Del Rey.

## Recepção da crítica
A canção foi aclamada pela crítica por sua produção experimental. Shaad D'Souza da Pitchfork concedeu para a faixa o selo Best New Track, 
elogiando-a como um "surto psicodélico de colagista". Jon Blistein da Rolling Stone, chamou de "Lana clássica em todos os sentidos imagináveis". Ken Partridge da Genius descreveu a canção como um "estudo de personagem complexo", observando as referências líricas a outras mídias e o verso que critica a cultura do estupro.

## Créditos
- Lana Del Rey – composição, produção, vocais
- Jack Antonoff – composição, produção
- Sam Dew – composição